# Harrovia ngi
Harrovia ngi is een krabbensoort uit de familie van de Pilumnidae. De wetenschappelijke naam van de soort is voor het eerst geldig gepubliceerd in 1992 door Chen & Xu.